# Плутовка Хустина
«Плутовка Хустина» (исп. La pícara Justina) — испанский плутовской роман, опубликованный в 1605 году. Как автор в этом издании был указан Франсиско Лопес де Убеда, но предположительно это псевдоним доминиканского монаха Андреса Переса де Леона. «Плутовка Хустина» считается одним из наиболее ярких образчиков жанра и, в частности, его разновидности пикаресса (плутовского романа, главный герой которого — женщина).

## Содержание
Роман состоит из четырёх частей, каждая из которых начинается со стихотворного пересказа содержания, а заканчивается нравоучением. Главная героиня — обманщица, способная на любую подлость, но при этом хранящая девственность до замужества. Сюжет крайне запутан, Хустина переживает разнообразные приключения, причём главная цель автора — развлечь читателя. Морализации для него только предлог, чтобы показать своё остроумие и начать игру с читателем.

## Проблема авторства
В первом издании «Плутовки Хустины» автором назван Франсиско Лопес де Убеда. Такой литератор действительно существовал, но многие исследователи уверены, что в действительности это псевдоним, под которым скрывался доминиканский монах Андрес Перес де Леон (он не мог опубликовать роман под своим именем из-за фривольного характера многих сцен). Как аргументы в пользу этого допущения используются хорошее знакомство автора с Леоном-Кастилией и стилистическое сходство романа с несколькими произведениями доминиканца — житием святого Раймунда Пеньяфорского и проповедями. 
Некоторые учёные считают, что роман действительно написал Лопес де Убеда. Есть мнение в пользу ещё одного доминиканца, профессора теологии Вальядолидского университета Бальтасара Наваррета.

## Восприятие и значение
Автор «Плутовки Хустины» явно полемизирует с Матео Алеманом — автором самого известного плутовского романа, «Гусман де Альфараче».